# Pittsburg (Kansas)
Pittsburg è un comune degli Stati Uniti d'America, situato nello Stato del Kansas, nella contea di Crawford.